# Иоанн Богослов (фрегат)
Иоа́нн Богосло́в — парусный военный 44-пушечный фрегат Черноморского флота Российской империи конца XVIII века. Участвовал в Русско-турецкой войне 1787—1792 годов.

## Создание фрегата
Фрегат «Иоанн Богослов» был построен на верфи в Рогожских хуторах на берегу реки Кутюрма в числе шести 46-пушечных фрегатов. С 1788 года по указу князя Г. А. Потёмкина эти фрегаты числились как 40- и 50-пушечные линейные корабли и только после появления в Черноморском флоте достаточного числа крупных 66-80-пушечных кораблей они были переведены в ранг фрегатов.
«Иоанн Богослов» был заложен 23 декабря 1787 года и спущен на воду 10 августа 1788 года. Строительство вёл корабельный мастер И. В. Должников. Фрегат был приписан к Черноморскому флоту.

## История службы
В 1789 году фрегат перешёл из Таганрога в Керчь, а затем в Севастополь.
8 октября 1789 года «Иоанн Богослов» в составе эскадры контр-адмирала графа М. И. Войновича вышел в море к устью Дуная. Через два дня по причине сильного ветра эскадра вынуждена была встать на якорь у острова Фидониси. На этой стоянке 16 октября на фрегат стал наваливаться линейный корабль «Иосиф II», и экипаж «Иоанна Богослова» обрубил якорный канат, чтобы избежать столкновения. Второй канат оборвался при сильном порыве ветра, лишив фрегат второго якоря. После потери двух якорей, фрегату пришлось вернуться в Севастополь.
2 июля 1790 года в составе эскадры контр-адмирала Ф. Ф. Ушакова фрегат снова вышел в море и через шесть дней занял позицию у входа в Керченский пролив. Когда со стороны Анапы показались турецкие корабли, эскадра снялась с якоря. «Иоанн Богослов» участвовал в сражении у Керченского пролива и в составе преследовал турецкий флот до темноты. 12 июля эскадра вернулась в Севастополь, а 25-го вышла к Очакову, чтобы соединиться с Лиманской эскадрой.

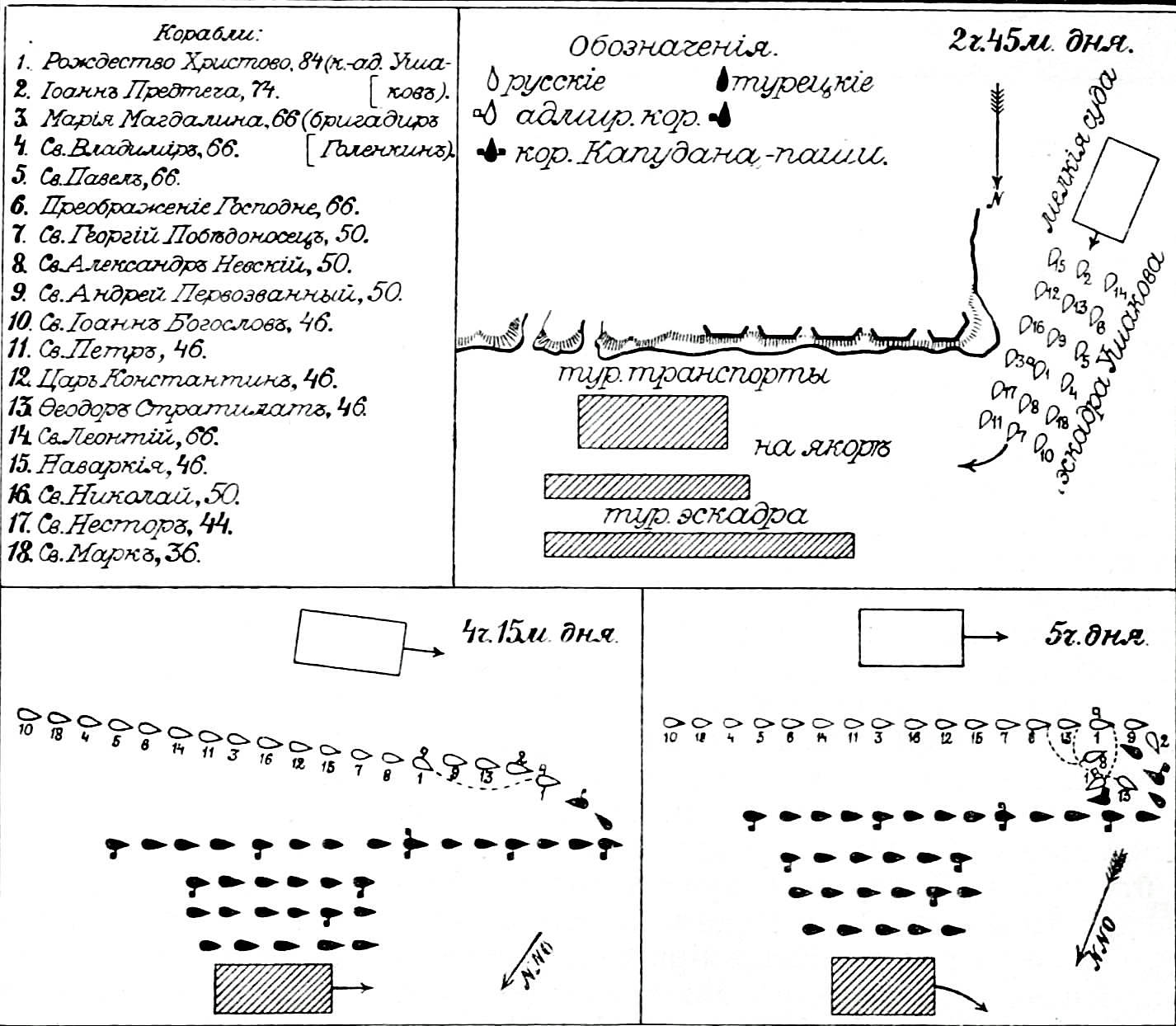
Битва при Калиакрии (из статьи «Калиакрия» «Военная энциклопедия Сытина»). Место фрегата «Иоанн Богослов» в ордере русских показано позицией 10.

28 августа фрегат «Иоанн Богослов» принял участие в бою у острова Тендра. В ходе этого сражения фрегат атаковал турецкий флагман «Капудание», подошёл к нему на расстояние пистолетного выстрела и в течение часа вёл бой с ним и с пришедшим ему на помощь ещё одним турецким кораблём. Однако, контр-адмирал Ушаков дал фрегату сигнал отойти. Сражение закончилось победой русского флота и 8 сентября эскадра вернулась в Севастополь.
С 16 октября по 14 ноября «Иоанн Богослов» в числе других кораблей выходил в море для обеспечения перехода гребной флотилии из Днепровского лимана в устье Дуная, а 10 июля 1791 года в составе эскадры Ушакова вышел на поиск турецкого флота.
Уже через два дня, 12 июля, около Балаклавы русские суда обнаружили турок и до 15 июля преследовали их корабли, пытаясь навязать бой. Однако, турецкая эскадра уклонилась и в ночь на с 15 на 16 июля ей удалось оторваться. Не сумев настигнуть турецкий флот, 19 июля русская эскадра вернулась в Севастополь, а 29 июля вышла к румелийскому берегу.
31 июля «Иоанн Богослов» принял участие в сражении у мыса Калиакра, после чего крейсировал у Варны, а 20 августа вернулся с эскадрой в Севастополь.
После окончания войны в 1792 и 1793 годах фрегат находился на Севастопольском рейде для обучения экипажа.

## Гибель
Осенью 1794 года «Иоанн Богослов» пришёл в Николаев для разборки. 11 ноября из-за неосторожного обращения с огнём в крюйт-камере загорелся порох. В результате возникшего пожара фрегат сгорел, при этом погибло двенадцать матросов.

## Командиры фрегата
Командирами фрегата «Иоанн Богослов» в разное время служили:
- П. С. Овсянников (1789 год).
- Н. П. Кумани (1790 год).
- Ф. В. Шишмарёв (1791—1793 годы).
- П. П. Марин (1794 год).